# Calea ferată forestieră Gura Hangului–Hangu
Calea ferată forestieră Gura Hangului–Hangu a fost o cale ferată forestieră cu ecartament îngust ce pornea din fosta localitate Gura Hangului și continua pe valea Hangului.
A fost pusă în funcțiune în anul 1886, servind la transportul lemnului din bazinul Hangului, la fabrica unor evrei.
După dezafectare, șinele căii ferate au folosit în epoca interbelică la armarea betonului folosit pentru construcția bisericii ,,Înălțarea Domnului” din Gura Hangului, dinamitată de regimul comunist în timpul construcției Barajului de la Bicaz.